# مكبح هوائي (طيران)

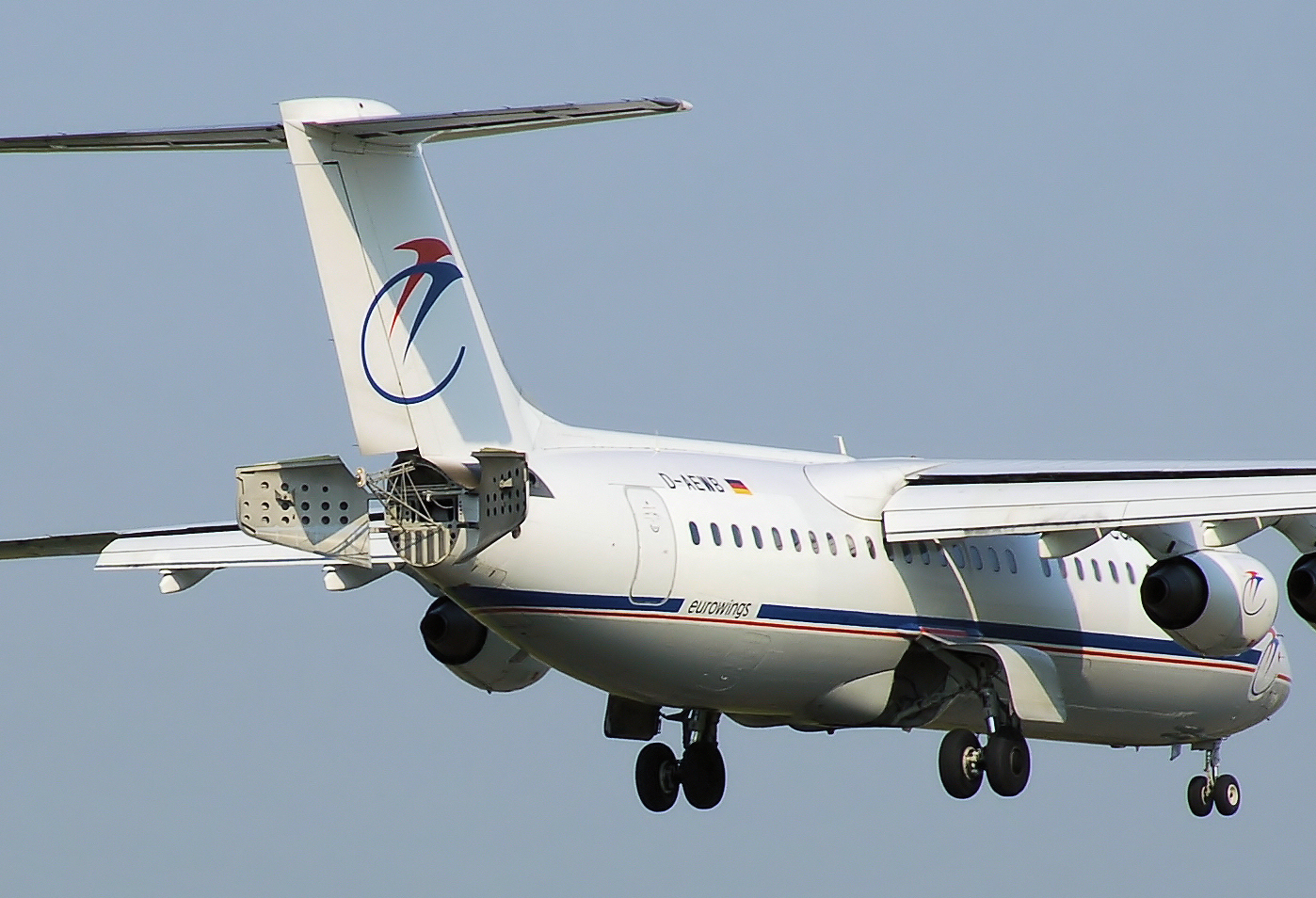
مكابح هوائية على الجزء الخلفي من جسم طائرة بريتش ايروسبيس 146-300 تابعة لطيران يورو وينغز

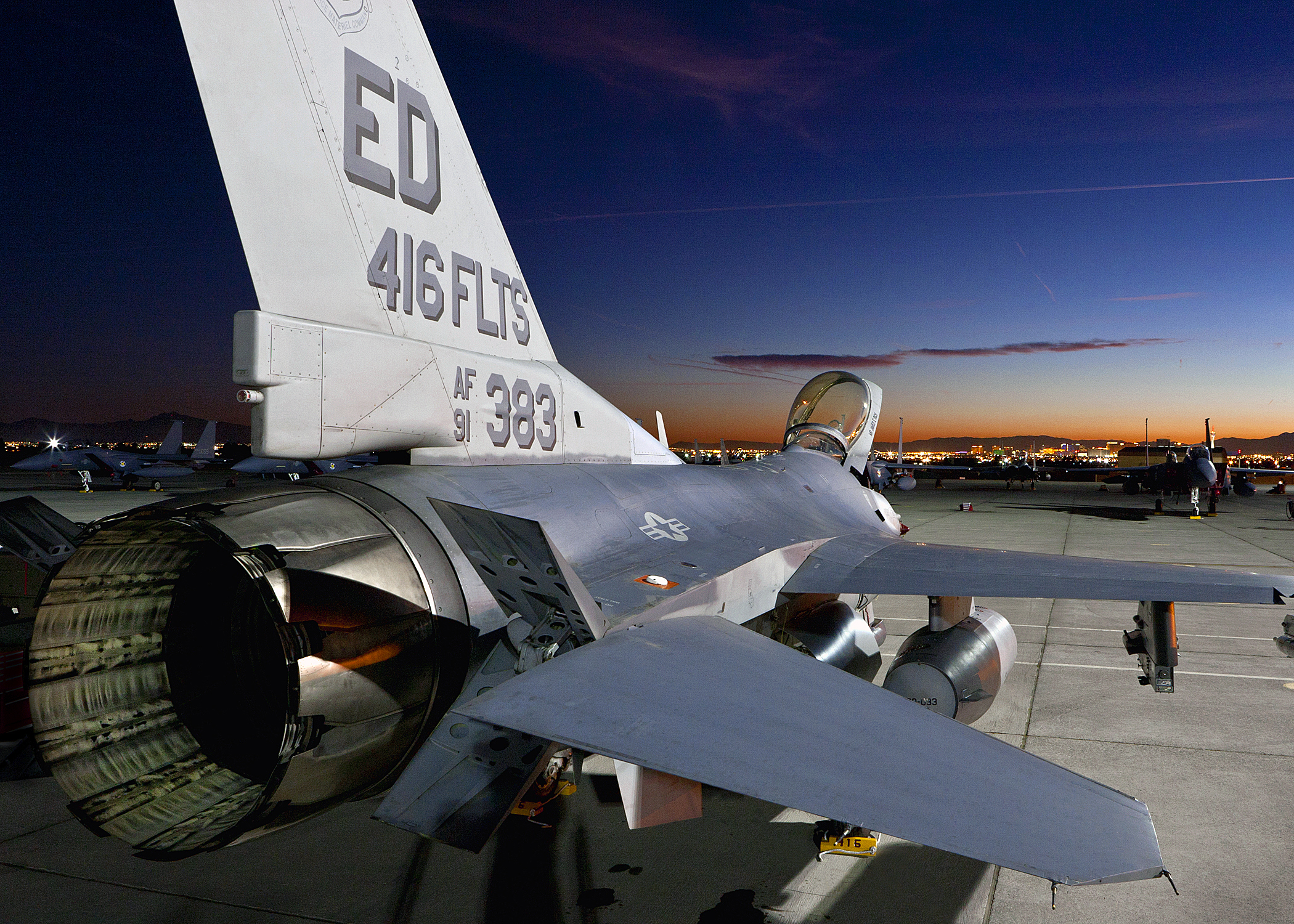
طائرة مقاتلة من طراز إف-16 فايتينغ فالكون تابعة للقوات الجوية الأمريكية تعرض فرامل السرعة المنقسمة داخل المثبتات أو «الرافعات»

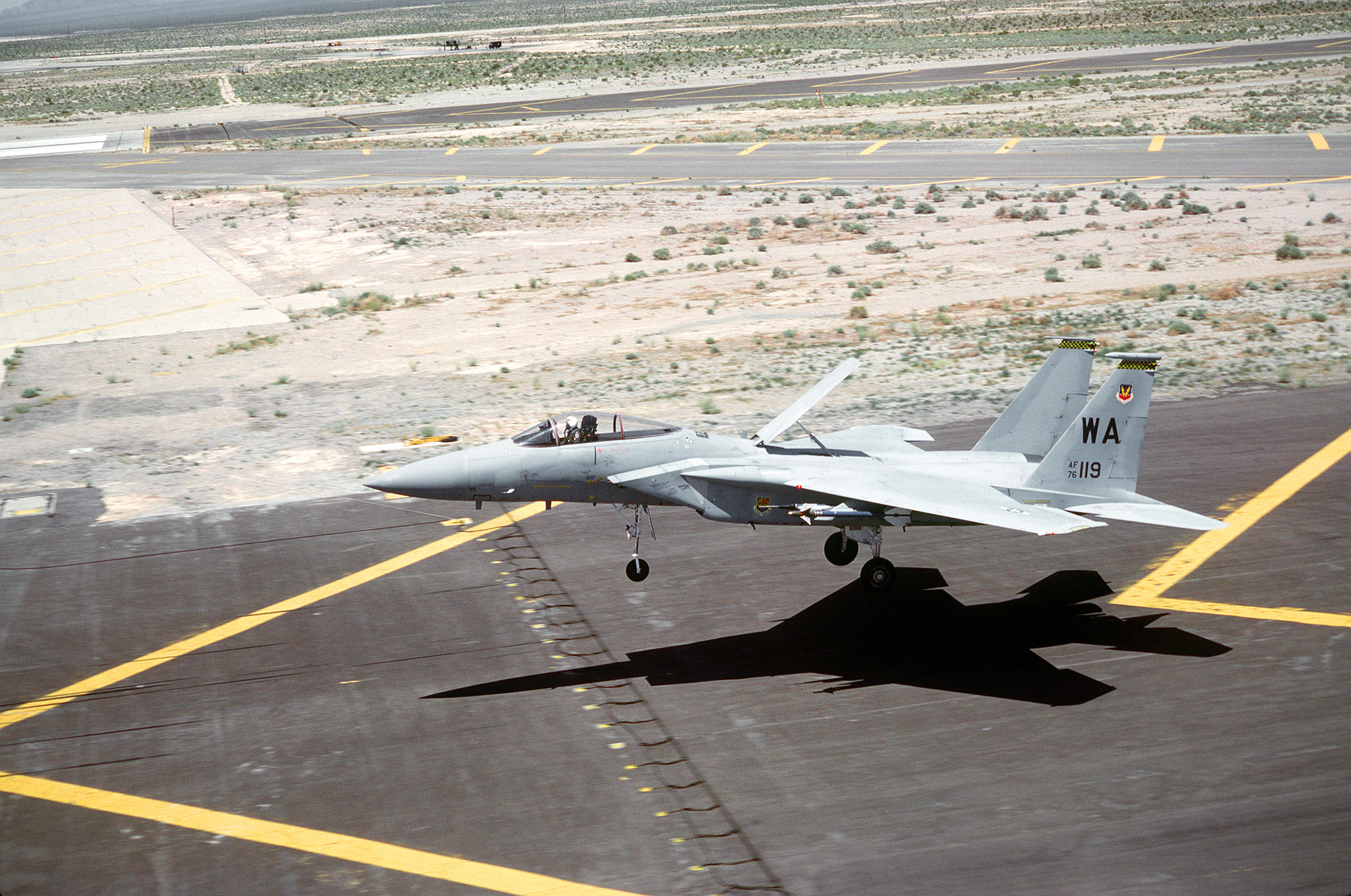
هبوط طائرة F-15 مع لوحة فرامل هوائية ظهرية كبيرة منتشرة

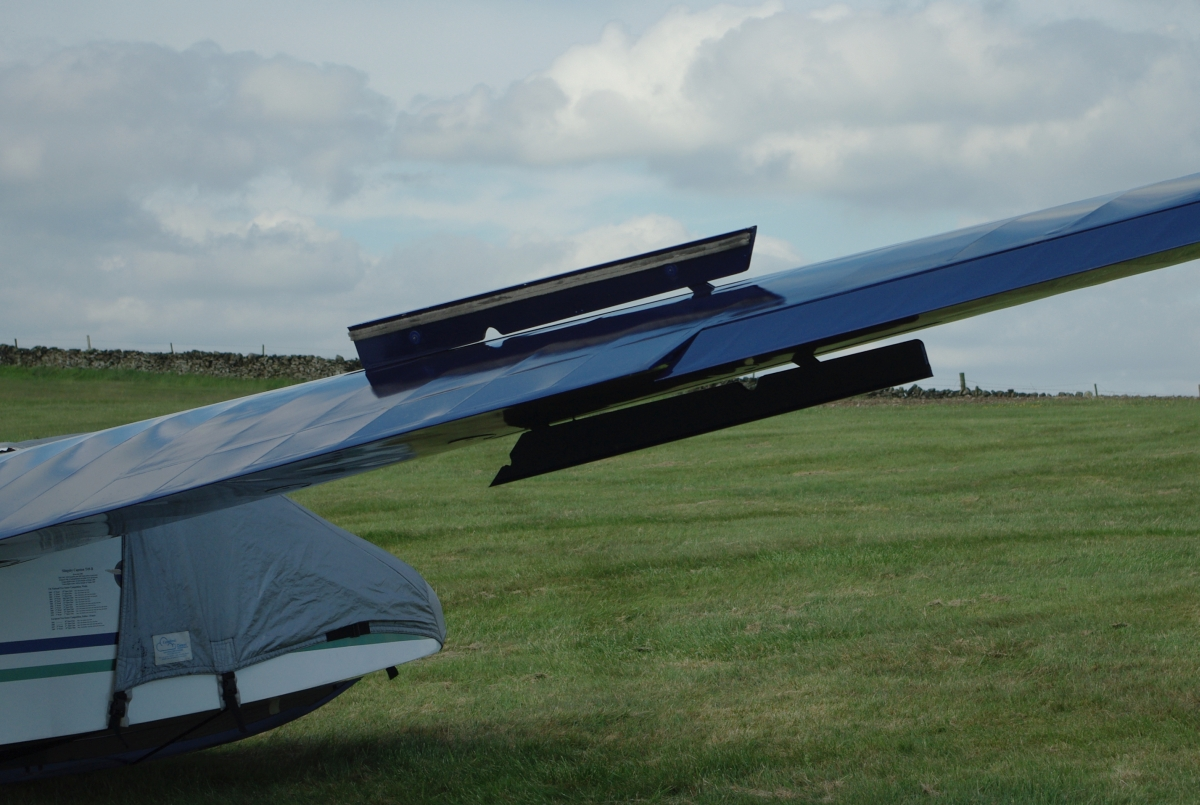
مكابح هوائية ممتدة من نوع دي أف أس على سلينغسبي كابستان

في علم الطيران، تعتبر الفرامل الهوائية (air brakes) أو مكابح السرعة (speed brakes) نوعًا من أسطح التحكم في الطيران المستخدم في الطائرة لزيادة قوة السحب على الطائرة. تختلف المكابح الهوائية عن مثبط الرفع في أن المكابح الهوائية مصممة لزيادة السحب مع إجراء تغيير طفيف للرفع، بينما تقلل المثبطات من نسبة الرفع إلى السحب وتتطلب زاوية هجوم أعلى للحفاظ على الرفع، مما يؤدي إلى زيادة سرعة التوقف.

## مقدمة
الفرامل الهوائية هي جزء من الطائرة. عندما تفتح في الهواء، فإنها تتسبب في زيادة مقاومة الطائرة. عندما تطوى، فإنها تتوافق مع التصميم المبسط للطائرة المساعدة في تقليل السحب.

## تاريخ
في العقود الأولى من الطيران الآلي، كانت المكابح الهوائية عبارة عن لوحات مركبة على الأجنحة. تم التحكم فيها يدويًا بواسطة رافعة في قمرة القيادة، ووصلات ميكانيكية بفرامل الهواء.
تم تطوير نوع مبكر من الفرامل الهوائية في عام 1931، وتم تركيبه على دعامات دعم جناح الطائرة.
في عام 1936، طور هانز جاكوبس، الذي ترأس منظمة أبحاث الطائرات الشراعية الألمانية النازية قبل الحرب العالمية الثانية، فرامل غوص ذاتية التشغيل على السطح العلوي والسفلي لكل جناح للطائرات الشراعية. تم تجهيز معظم الطائرات الشراعية المبكرة بمثبطات رفع على الأجنحة من أجل ضبط زاوية هبوطها أثناء الاقتراب من الهبوط. تستخدم الطائرات الشراعية الأكثر حداثة الفرامل الهوائية التي قد تفسد قوة الرفع وتزيد من مقاومة السحب، حسب مكان تواجدها.
يناقش تقرير بريطاني كتب في عام 1942 الحاجة إلى مكابح جوية لتمكين قاذفات الغوص وقاذفات الطوربيد والطائرات المقاتلة من تلبية متطلبات الأداء القتالي الخاصة بكل منها، وبشكل عام، التحكم في مسار الانزلاق. يناقش أنواعًا مختلفة من المكابح الهوائية ومتطلباتها، ولا سيما أنه لا ينبغي أن يكون لها أي تأثير ملموس على الرفع أو التوازن وكيف يمكن تحقيق ذلك من خلال قلاّبات الحافة الخلفية المنفصلة على الأجنحة، على سبيل المثال. كان هناك أيضًا حاجة للتهوية والتنفيس عن أسطح المكابح باستخدام العديد من الثقوب أو الفتحات لتقليل اصطدام الهواء بهيكل الطائرة.
يصف تقرير أمريكي كتب في عام 1949 العديد من تكوينات مكابح الهواء وأدائها على الأجنحة وجسم الطائرات ذات المرواح والطائرات النفاثة.

## تكوينات فرامل الهواء
في كثير من الأحيان، تكون خصائص كل من مثبطات الرفع والمكابح الهوائية مرغوبة ويتم دمجها - تتميز معظم طائرات الركاب الحديثة، بجناح تحكم مدمج ومكابح هوائية. عند الهبوط، يؤدي نشر مثبطات الرفع («مفرغات الرفع») ("lift dumpers") إلى انخفاض كبير في رفع الجناح، لذلك يتم نقل وزن الطائرة من الأجنحة إلى الهيكل السفلي. يزيد الوزن الزائد من قوة الاحتكاك المتاحة للفرملة. بالإضافة إلى ذلك، فإن تكوين السحب الذي تم إنشاؤه بواسطة مثبطات الرفع يساعد بشكل مباشر في تأثير الكبح. يستخدم الدفع العكسي أيضًا للمساعدة في إبطاء الطائرة بعد الهبوط.

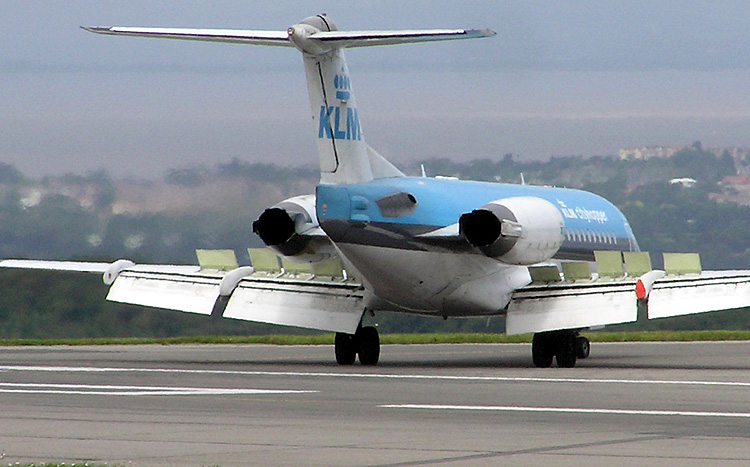
هبوط فوكر 70 من طائرات كيه إل إم مع نشر فرامل السرعة.

تحتوي جميع الطائرات التي تعمل بالطاقة النفاثة تقريبًا على فرامل هوائية، أو في حالة معظم الطائرات، تعمل على رفع مثبطات الرفع التي تعمل أيضًا كمكابح هوائية. تستفيد الطائرات التي تعمل بالمروحة من تأثير الكبح الطبيعي للمروحة عندما يتم تقليل قوة المحرك إلى الخمول، ولكن المحركات النفاثة ليس لها تأثير كبح مماثل، لذلك يجب أن تستخدم الطائرات التي تعمل بالطاقة النفاثة المكابح الهوائية للتحكم في السرعة وزاوية الهبوط أثناء اقتراب الهبوط. استخدمت العديد من الطائرات النفاثة المبكرة المظلات كمكابح هوائية عند الاقتراب (ارادو ار 234، بوينغ بي-47) أو بعد الهبوط (إنجلش إلكتريك لايتنينغ).
تم استخدام المكابح الهوائية ذات الذيل المنفصل في الطائرات الهجومية البحرية بلاكبيرن بوكانير المصممة في الخمسينيات من القرن الماضي وطائرات الركاب فوكر إف 28 فلوشيب وبريتش ايروسبيس 146. عند فتح فرامل الهواء لطائرة بوكانير، فأنها تقلل من طول الطائرة في المساحة الضيقة على متن حاملة الطائرات.
تحتوي طائرات إف-15 إيغل وسوخوي سو-27 وإف/إيه-18 هورنت وغيرها من المقاتلات على فرامل هوائية تقع خلف قمرة القيادة مباشرة.

## أسطح التحكم المنقسمة

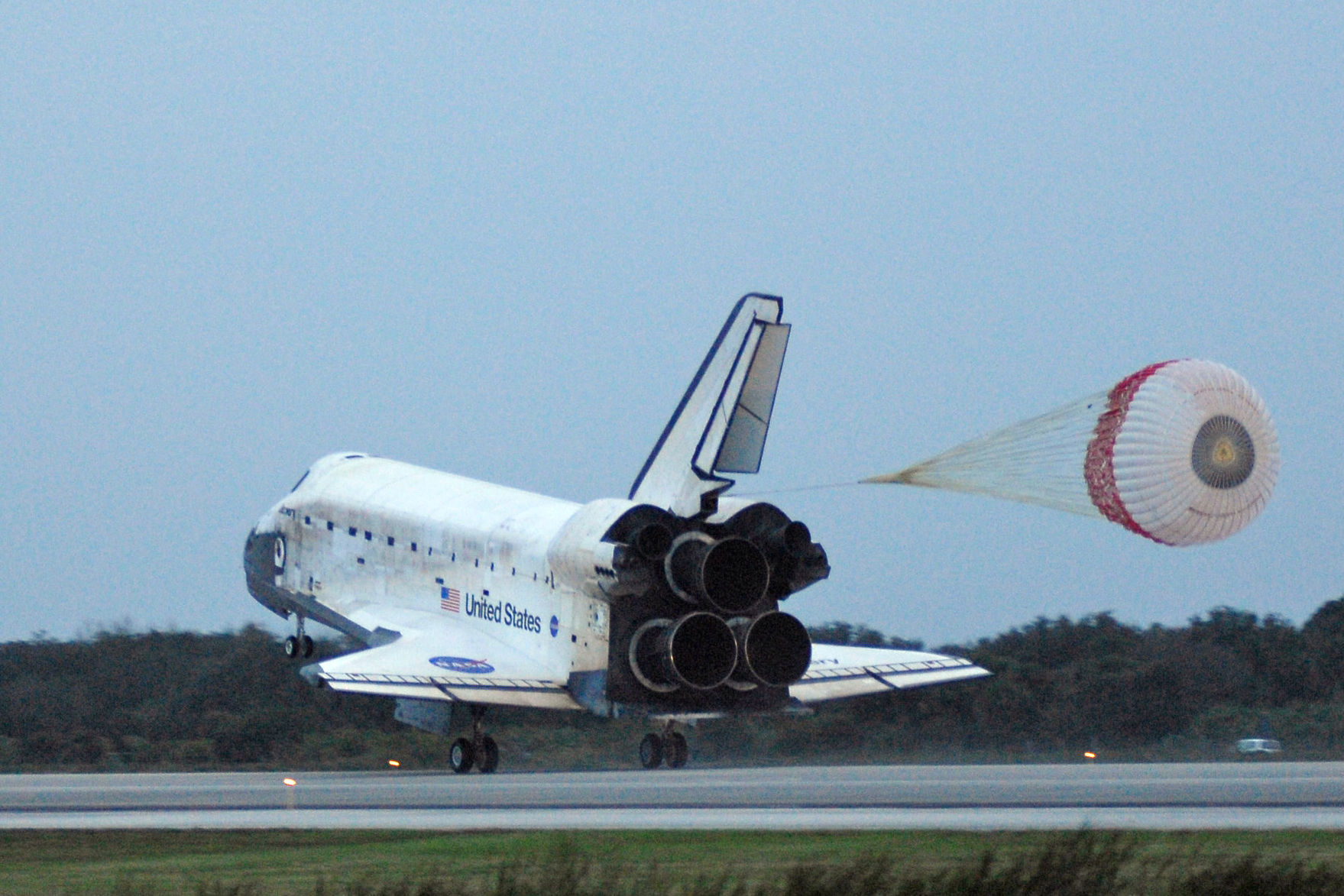
مكوك الفضاء ديسكفري عند الهبوط، يظهر الدفة منتشرة في وضع فرملة السرعة

الديسيليرون هو الجنيح الذي يعمل بشكل طبيعي أثناء الطيران ولكن يمكن أن ينقسم إلى نصفين بحيث يرتفع النصف العلوي لأعلى بينما ينخفض النصف السفلي للفرامل. تم استخدام هذه التقنية لأول مرة على إف 89 سكوربيون ومنذ ذلك الحين تم استخدامها من قبل شركة نورثروب على العديد من الطائرات، بما في ذلك بي 2 سبيرت.
استخدم مكوك الفضاء نظامًا مشابهًا. فتحت الدفة ذات الانقسام الرأسي بطريقة «صدفة» عند الهبوط لتعمل كمكابح سرعة.